# Liste der Monuments historiques in Ranrupt
Die Liste der Monuments historiques in Ranrupt führt die Monuments historiques in der französischen Gemeinde Ranrupt auf.

## Liste der Bauwerke
| Bezeichnung      | Beschreibung | Standort                               | Kennzeichnung | Schutzstatus | Datum | Bild |
| ---------------- | --- | -------------------------------------- | ------------- | ------------ | ----- | ---- |
| Gemeindesägewerk | Holzkonstruktion auf massivem Sockel, zwischen 1884 und 1886 erbaut; technische Ausstattung vom Anfang des 20. Jahrhunderts erhalten; 2020 durch Brand zerstört | nördlich des Ortes an der D 424 (Lage) | PA00135147    | Inscrit      | 1995  |      |

## Liste der Objekte
| Bezeichnung | Beschreibung          | Standort                        | Kennzeichnung | Schutzstatus | Datum | Bild |
| ----------- | --------------------- | ------------------------------- | ------------- | ------------ | ----- | ---- |
| Glocke      | Bronze, 1790 gegossen | in der Kirche St-Vincent (Lage) | PM67001560    | Inscrit      | 1998  |      |